# Răsculații de pe Bounty
Răsculații de pe Bounty (franceză Les Révoltés de la Bounty) este o nuvelă scrisă de Jules Verne și publicată în 1879 în continuarea romanului Cele 500 de milioane ale Begumei.

## Povestea
Nava Bounty aparținând Marinei Regale părăsește portul britanic Portsmouth în 1787, sub comanda căpitanului William Bligh. Scopul călătoriei în care pornește este de a aduna arbori de pâine din Tahiti și de a-i transporta în Indiile Orientale, unde se dorea aclimatizarea lor și transformarea în sursă de hrană ieftină pentru sclavi. În timpul sejurului de cinci luni, o parte dintre membrii echipajului - inclusiv secundul Fletcher Christian - s-au obișnuit cu traiul alături de băștinași.
Din acest motiv și din cauza deteriorării relațiilor dintre căpitan și secund, după părăsirea insulei Tahiti acesta din urmă a organizat o revoltă, susținut de o parte a echipajului. Răsculații au pus mâna pe navă și i-au urcat într-un barcaz pe Bligh și pe cei care i-au rămas fideli. După ce au petrecut pe mare 48 de zile în care au străbătut peste 5.800 km, Bligh și supraviețuitorii barcazului au ajuns pe insula Timor, de unde acesta din urmă a revenit în Anglia, raportând Amiralității revolta.
Răsculații au revenit pentru o vreme în Tahiti și s-au stabilit în cele din urmă pe insula Pitcairn.

## Revolta de pe Bounty

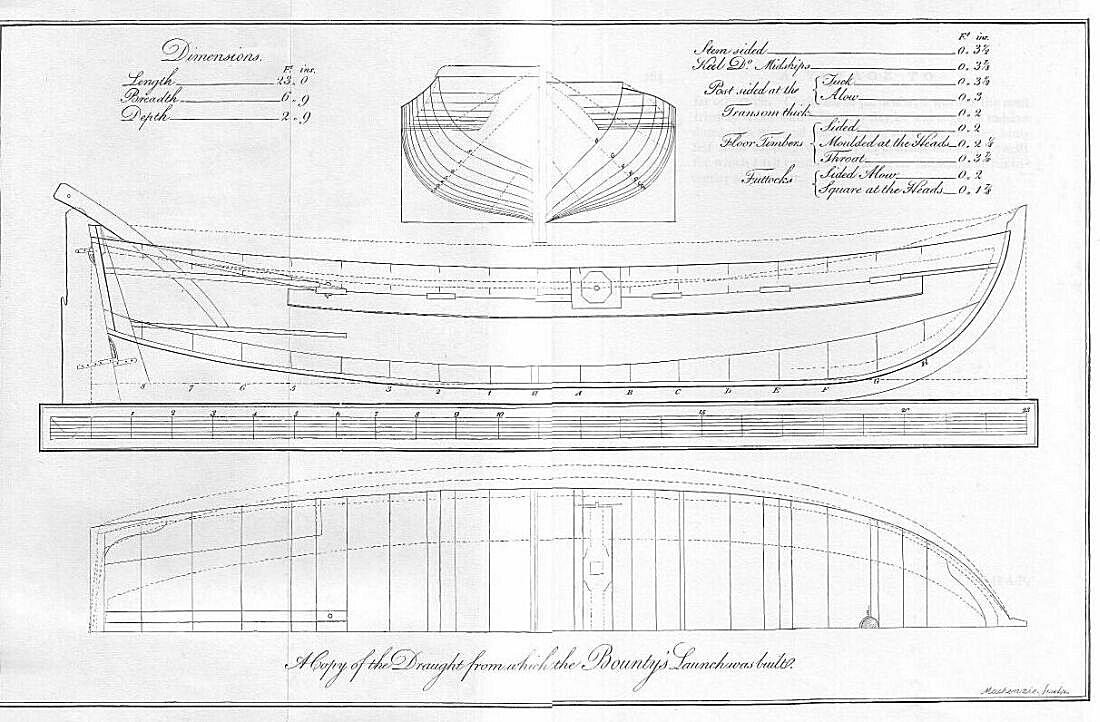
Macheta navei Bounty

Revolta de pe Bounty a avut loc la bordul navei marinei britanice HMS Bounty pe data de 28 aprilie 1789. Primul care a scris despre această revoltă a fost Sir John Barrow, în The Eventful History of the Mutiny and Piratical Seizure of HMS Bounty (1831).
Textul original pe care se bazează nuvela lui Jules Verne îi aparține lui Gabriel Marcel (1843-1909), geograf al Bibliotecii naționale a Franței, cu care Verne colaborase în 1878 la realizarea unei opere de popularizare intitulate Les Grands Navigateurs du XVIIIe siècle. Jules Verne a recitit și corectat manuscrisul lui Marcel, ale cărui drepturi le-a cumpărat pentru 300 de franci.
Verne și-a luat libertatea de a face anumite modificări, inventând personajul Bob și trecând în rândul răsculaților câteva persoane care, în realitate, au ajuns alături de William Blight la bordul șalupei.
De-a lungul timpului, revolta de pe Bounty a constituit un subiect atractiv pentru mulți scriitori și a cunoscut numeroase ecranizări.

## Teme abordate în cadrul nuvelei
- Trădarea, personificată de Flethcer Christian și care apare în numeroase opere verneien (vezi Copiii căpitanului Grant, Căpitan la cincisprezece ani, Naufragiații de pe Jonathan sau "O iarnă printre ghețari")
- Revolta care are loc la bordul unei nave (temă prezentă și în povestirea "O dramă în Mexic")

## Lista personajelor
Răsculații
- John Adams
- Fletcher Christian, secund pe Bounty
- Young
- Bob
- Churchill
- John Smith, filozoful bandei
- Thompson
- Morrison

Ostatecii
- Peter Heywood, aspirant
- Stewart, maistrul echipajului

Membrii echipajului abandonați de răsculați
- Căpitanul William Bligh, marinar experimentat, dar dur
- Fryer, Hallett, Thomas Hayward - ofițeri rămași fideli căpitanului Bligh
- Birket, Millward, Muspratt - oameni din echipaj
- Purcell, tâmplar
- Bancroft, matelot ucis de indigenii din Tofoa

Alte personaje
- Căpitanul Staines, cel care îi descoperă pe răsculați pe insula Pitcairn
- Reverendul George Nobbs, numit pastor în Pitcairn după moartea lui John Adams, ultimul supraviețuitor dintr răsculați
- Péno, șef tahitian
- Tippao, rege în Matavaï

## Traduceri în limba română
Nuvela nu a fost tradusă în limba română.